# 雲仙市立西郷小学校
雲仙市立西郷小学校（うんぜんしりつ さいごうしょうがっこう）は、長崎県雲仙市瑞穂町西郷甲にある公立の小学校。

## 概要
歴史
1874年（明治7年）創立。2024年（令和6年）に創立150周年を迎えた。
学校教育目標
「西郷に学び、かしこく生きるたくましい子ども」
校章
桜の花弁の絵を背景にして中央に校名の「西」の文字を置いている。
校歌
作詞は島内八郎、作曲は木野普見雄による。歌詞は3番まであり、各番に校名の「西郷」が登場する。
校区
雲仙市瑞穂地区（旧・瑞穂町）の「栗林・東・河内・杉峰・古江・伊古・船津・岩戸・西岩戸」。中学校区は雲仙市立瑞穂中学校。

## 沿革
- 1871年（明治4年）- 廃藩置県が行われ島原県の管轄となる。島原県は間もなく長崎県に統合される。
  - この年、旧島原藩の伊古村と旧佐賀藩（神代松前藩）の伊古村が合併し1つの「伊古村」となる。
- 1872年（明治5年）8月 - 学制が頒布される。
- 1874年（明治7年）
  - 1月 - 高来郡西郷村に「古江小学校」が開校。当初の児童数は79名（男子68・女子11）。
  - 4月20日 - 高来郡伊古村上伊古に「伊古小学校」が開校。
  - 6月1日 -　古江小学校が長崎県によって「第五大学区第三中学区」の小学校として正式に設立認可される[1]。
  - 12月2日 - 伊古小学校が長崎県によって「第五大学区第三中学区」の小学校として正式に設立認可される。後に、伊福小学校[2]伊古分校となった後、廃止された。
- 1875年（明治8年）12月 - 西郷村での「杉嶺小学校」の設立が長崎県によって正式に認可される。
- 1876年（明治9年）- 古江小学校が馬場名[3]に移転し、「義方小学校」に改称。
- 1877年（明治10年）6月4日 - 学区改定により、「第五大学区 第二中学区[4]」に属することになる。
- 1878年（明治11年）
  - この年 - 郡制の施行により高来郡が北高来郡と南高来郡に分けられ、西郷村と伊古村は南高来郡に属することとなる。
  - 12月 - 学区改定により、「南高来郡 神代部」に属することとなる。
- 1882年（明治15年）- 教育令の改正により、義方・杉嶺の小学校2校が統合され「公立中等西郷小学校」に改称。初等木場分校を開設。
- 1886年（明治19年）9月 - 小学校令の施行により、神代村（現・雲仙市国見町西部）に「長崎県第九高等小学校」が設置される。
- 1887年（明治20年）4月 - 小学校令の施行により、「尋常西郷小学校」に改称。修業年限を4年とする。
- 1889年（明治22年）4月1日 - 町村制の施行により、西郷村立の小学校となる。（伊古村が西郷村に統合される。）伊古地区の児童を収容。
- 1890年（明治23年）- 船津分舎を開設（廃止時期については不明）。
- 1893年（明治26年）
  - 4月1日 - 小学校令の改正に伴い、「西郷尋常小学校」に改称（「尋常」の位置が変更になる）。
    - 長崎県第九高等小学校が廃止され、跡地に島原外目[5]八ヶ村[6]組合立神代高等小学校が設置される。

  - 8月 - 馬場名字東屋敷（西郷乙419-421番地）に移転。
- 1897年（明治30年）- 修業年限2年の補習科を設置。尋常小学校を卒業し高等小学校等に進学しない児童を対象としていた。
- 1901年（明治34年）から1902年（明治35年）頃 - 木場分校が中木場に移転し、木場分教場となる。
- 1903年（明治36年）- 西郷農業補習学校を併置。
- 1908年（明治41年）4月1日 - 小学校令の改正に伴い、義務教育年限（尋常科の修業年限）が4年から6年に延長される。尋常科5年を新設。
- 1909年（明治42年）4月1日 - 尋常科6年を新設。
- 1910年（明治43年）4月1日 - 神代高等小学校の廃止に伴い、高等科を併置し、「西郷尋常高等小学校」に改称（尋常科6年・高等科2年）。
- 1911年（明治44年）- 尋常科5・6年および高等科の併置に伴い収容児童数が増加し校舎がせまくなったため、栗林に校舎を新築し移転を完了。
- 1935年（昭和10年）- 青年学校令の施行により、併設の西郷農業補習学校が「西郷村青年学校」に改称。
- 1941年（昭和16年）4月1日 - 国民学校令の施行により、「西郷村国民学校」に改称。尋常科を初等科に改める（初等科6年・高等科2年）。
- 1947年（昭和22年）4月1日 - 学制改革（六・三制の実施）が行われる。
  - 西郷村国民学校の初等科が改組され、「西郷村立西郷小学校」となる。木場分教場を木場分校とする。
  - 西郷村国民学校の高等科が青年学校の普通科とともに改組され、新制中学校「西郷村立西郷中学校[7]」が発足。小学校に併設される。
- 1955年（昭和30年）4月1日 - 木場分校が分離し、「西郷村立岩戸小学校」として独立。
- 1956年（昭和31年）9月25日 - 西郷村と大正村が合併して「瑞穂村」が発足。これに伴い「瑞穂村立西郷小学校」に改称。
- 1959年（昭和34年）4月1日 - 大正中学校との統合により西郷中学校が廃止される。
- 1967年（昭和42年）3月 - 給食センター方式による完全給食を開始。
- 1969年（昭和44年）4月1日 - 瑞穂町の発足により「瑞穂町立西郷小学校」に改称。
- 1974年（昭和49年）- 創立100周年記念式典を挙行。
- 2005年（平成17年）10月11日 - 雲仙市の発足により、「雲仙市立西郷小学校」（現校名）に改称。
- 2025年（令和7年）4月1日 - 雲仙市立岩戸小学校を統合[8]。

## 交通アクセス
最寄りの鉄道駅
- 島原鉄道線「西郷駅」

最寄りの国道
- 国道251号（島原街道）

## 周辺
- 雲仙市立瑞穂中学校
- 円福寺保育園
- 十八親和銀行瑞穂支店
- 八幡神社
- 雲仙市役所 瑞穂総合支所（旧・瑞穂町役場）
- 雲仙市商工会 瑞穂支所
- JA島原雲仙西郷支店